# National Security Agency
De National Security Agency (NSA) is een Amerikaanse geheime dienst die werd opgericht op 4 november 1952 door de toenmalige president Harry S. Truman. Deze dienst is gespecialiseerd in het vergaren, afluisteren en analyseren van elektronische informatie uit communicatie via telefonie, internet en het ontcijferen via cryptoanalyse. De NSA beschikt over cryptoanalisten en supercomputers, waarmee versleutelde berichten van vreemde of vijandige mogendheden kunnen worden gekraakt. De NSA is met zo'n 38.000 personeelsleden de grootste Amerikaanse geheime dienst en valt onder verantwoordelijkheid van het ministerie van Defensie.

## Geschiedenis
De dienst was lange tijd de meest geheime van de inlichtingen- en veiligheidsdiensten in de VS. Ook het memorandum van Truman, daterende van 24 oktober 1952, was geclassificeerd als Top Secret. De activiteiten van de NSA worden zo belangrijk en geheim geacht, dat weinig informatie beschikbaar is over dit agentschap. De Amerikaanse overheid heeft lange tijd het bestaan van NSA ontkend, vandaar dat men soms ook sprak over No Such Agency of Never Say Anything.
Dit gold overigens niet alleen voor de NSA, maar ook voor organisaties die betrokken waren bij het beheer van spionagesatellieten, zoals de National Reconnaissance Office en de foto-interpretatiecentra waar foto's afkomstig van spionagesatellieten, zoals Big Bird werden bekeken.

### Militaire voorgangers
De voorganger van de NSA kan teruggevonden worden in de Eerste Wereldoorlog. Een paar weken nadat het Amerikaanse congres Duitsland de oorlog had verklaard, werd een eenheid opgericht met als taak het coderen en ontcijferen van berichten, ook bekend als het Cipher Bureau and Military Intelligence Branch, Section 8 (MI-8). Deze eenheid werd opgeheven door Henry Stimson op 1 november 1929 na een stopzetting van de financiering.

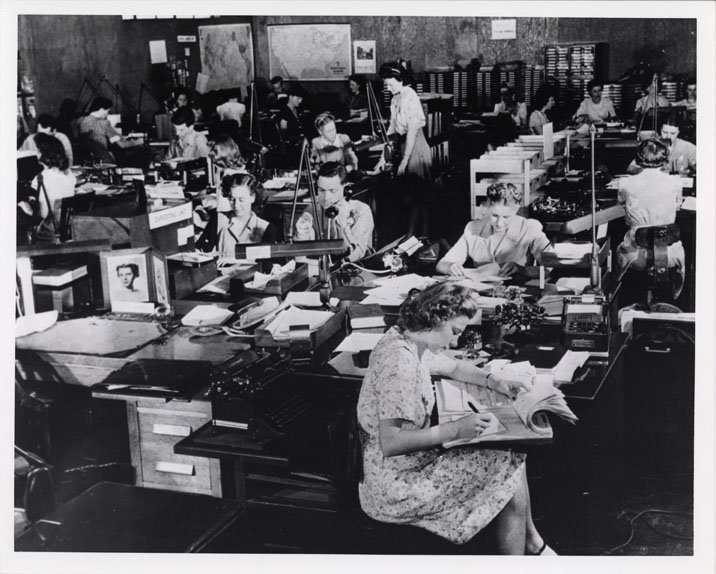
U.S. Army Signals Intelligence Service medewerkers in Arlington Hall (ca. 1943)

Op 1 januari 1921 werden de militaire cryptografische diensten in The Code and Cipher Section gecentraliseerd. De daaropvolgende jaren ontstond een nieuwe dienst genaamd de Signals Intelligence Service (SIS) onder de War Plans and Training Division, tot deze op 23 april 1938 een zelfstandige eenheid werd. In de Tweede Wereldoorlog speelde het SIS een belangrijke rol in het versleutelen van geallieerde communicatie en het onderscheppen en ontcijferen van vijandige communicatie. Om geallieerde telefoongesprekken te coderen, werd gebruikgemaakt van een revolutionaire uitvinding: een speciale centrale (SIGSALY), die door Bell Telephone Laboratories was ontwikkeld. Deze centrale was in staat om elk bericht waar ook ter wereld voor alle geallieerde staatshoofden en generaals te versleutelen. Hiervoor werd asymmetrische cryptografie gebruikt, waardoor het decoderen door de asmogendheden nagenoeg onmogelijk werd geacht. Nazi-Duitsland is er nooit in geslaagd om deze versleuteling te breken. In de SIGSALY-centrales werden de ongecodeerde berichten ontvangen en via langspeelplaten (waar de versleutelingscode op stond) versleuteld. Daarna werd het bericht pas via de media gestuurd. Ontvangen berichten werden gedecodeerd in een centrale van aankomst.

#### Duitsland
Naast het beschermen van geallieerde communicatie trachtten geallieerde cryptologen de berichten van nazi-Duitsland te ontcijferen. De Duitsers maakten gebruik van de Enigma-codeermachine. Deze machine was in staat om op een directe manier berichten te coderen. Volgens de Duitsers was deze code onbreekbaar, voor elk karakter waren 2280 combinaties mogelijk. De Amerikanen waren door middel van een soort computer in staat om alle mogelijke combinaties op een "snelle" manier uit te proberen. Hierdoor konden geallieerde schepen de locaties van de U-boten achterhalen om maritieme konvooien te beschermen. Ook ter voorbereiding op D-day droegen cryptologen hun steentje bij. Zo onderschepten ze berichten van een Japanse ambassadeur in Berlijn over Duitse verdedigingen aan de Franse kusten.

#### Japan
Tegen Japan stonden cryptologen voor een andere uitdaging, namelijk het breken van de Japanse JN-25-code. In tegenstelling tot de Duitse code was de Japanse code niet gebaseerd op technologische hulpmiddelen. Hierdoor gingen de geallieerde cryptologen aan de slag met hun eigen gezond verstand. Door de ontcijfering van de JN-25-code waren de geallieerde troepen in staat om Japanse troepen te misleiden. Een voorbeeld hiervan is de hinderlaag van admiraal Chester Nimitz tijdens de slag om de Midway-eilanden. Een van de grootste cryptologische successen tegen Japan werd gehaald op 13 april 1943. Onderscheppingsposten onderschepten een bericht met de reisplannen van de Japanse admiraal Isoroku Yamamoto, de architect van de aanval op Pearl Harbor. Door deze kennis waren de Amerikanen in staat om het vliegtuig van deze admiraal neer te halen.

### Koude Oorlog
Naar aanleiding van de vele successen die de Amerikaanse cryptologen tijdens de Tweede Wereldoorlog behaalden, bedankte generaal Dwight D. Eisenhower persoonlijk de cryptologen in het hoofdkwartier in Washington. De Amerikaanse beleidsmakers waren zich bewust van het belang van deze diensten waardoor er werd gestreefd naar een eenmaking van deze diensten. Na zeven jaar op 4 november 1952, werd onder leiding van president Harry S. Truman de NSA opgericht. Dit gebeurde tijdens de Koude Oorlog.
Nog voordat de Koude Oorlog begonnen was, luisterden Amerikaanse cryptologen Sovjetcommunicatie tijdens de Tweede Wereldoorlog af. Deze berichten bestonden uit een dubbele encryptie, een code in een code. In 1944 heeft een Amerikaanse cryptoloog een fout in het codeersysteem van de Sovjets ontdekt. Daardoor konden de Amerikanen Sovjetberichten ontcijferen, waardoor een Sovjetspionagenetwerk in de Verenigde Staten aan het licht kwam. Daaruit bleek dat de Sovjets op belangrijke functies spionnen hadden. Zo waren er spionnen aanwezig in de nabije kring van de Amerikaanse president Franklin Delano Roosevelt en spionnen binnen het Manhattanproject. Zo werden er zo'n zestigtal spionnen opgepakt door de politie en voor de rechtbank gebracht, tot op heden zijn nog zo'n 140-tal personen onbekend.
Tijdens de jaren zestig van de 20e eeuw bleef de NSA zich actief richten op de Sovjets. Zo wist de NSA dat de Sovjets Cuba van raketten voorzag. Deze informatie kwam voort uit onderschepte communicatie over bepaalde procedures tussen Sovjetschepen en Cuba. Zo mochten deze schepen enkel 's nachts worden gelost, de lading werd bewaakt door zwaarbewapende manschappen en zwarte schermen. De grootste doorbraak vond plaats op 15 september 1962 toen de NSA een elektronische vingerafdruk van een operationele SA-2-luchtdoelraket. Deze raket was kenmerkend voor de ondersteuning van nucleaire raketten. Toen in oktober 1962 de Cubacrisis uitbarstte, was de Amerikaanse president John F. Kennedy hierop voorbereid. Zo werd een maritieme blokkade opgericht om de aanvoer van raketten te stoppen. De NSA maakte gebruik van aangepaste vliegtuigen die dicht bij de Sovjetgrenzen vlogen om communicatie op te vangen. Bepaalde vliegtuigen vlogen dicht bij de grond met als doel de Sovjetluchtverdediging te kunnen analyseren.
Ook tijdens de Oorlog in Vietnam en de Zesdaagse Oorlog zette de NSA personeel en materiaal in. Tijdens de Koude Oorlog werden verschillende cryptologen van de NSA gedood.

### Cyberoorlog
Door de toename van elektronische apparaten en het gebruik van internet werd de wereld geglobaliseerd waardoor steeds meer mensen toegang kregen tot deze technologieën. Daardoor moest de NSA de Verenigde Staten beschermen tegen mogelijke cyberaanvallen. Militaire experts uit die tijd waarschuwden immers dat een terrorist gewapend met een ‘muis en modem’, dramatische gevolgen kon hebben op vlak van veiligheid. De prioriteit verschoof naar het bewaken van de binnenlandse elektronische systemen en het voorkomen van een elektronische Pearl Harbour.
Een elektronische Pearl Harbour zou beginnen met reeksen van elektronisch onopvallende software ‘af te vuren’, beter gekend als logic bombs. Nadien worden verschillende computervirussen gestuurd. Het hoofddoelwit zouden computers zijn die worden gebruikt om de nationale economie aan te sturen. Miljoenen mensen hun persoonlijke bankrekeningen zouden op deze manier geplunderd kunnen worden. Dit zou economische instabiliteit kunnen veroorzaken waardoor er paniek ontstaat. Daarbuiten zou ook het nationaal transportbeheersysteem aangevallen worden. Daardoor kan de veiligheid op het wegennet, het luchtverkeer en op het water niet meer worden gewaarborgd. Door deze mogelijke aanval zou in de Verenigde Staten de anarchie heersen. Door deze mogelijke bedreiging werd snel duidelijk dat de prioriteit gericht moest worden op elektronische oorlogsvoering.

### War on Terror

#### Proloog 9/11
In mei 1999 moest de toenmalige baas van de NSA, Michael Hayden, zich verantwoorden in het Huis van Afgevaardigden voor het ECHELON-programma. Dit programma pleegde volgens de republikein Bob Barr inbreuken op de privacy van burgers. De burgers hadden volgens hem het recht om door de overheid met rust gelaten te worden. In die tijd onderschepte de NSA al dataverkeer in de VS en dataverkeer van en naar de VS. Toen dit programma aan het licht kwam, werd er in Europa gevreesd voor bedrijfsspionage door de NSA. Als antwoord hierop werd een volledig onderzoek door het Europees Parlement opgestart. Het besluit van dit onderzoek was dat de NSA alle e-mails, telefoongesprekken en faxen onderschepte. Deze informatie werd via Londen via een satelliet doorgestuurd naar Fort George G. Meade, het hoofdkwartier van de NSA.
In 1999 had de NSA al kennis over de operationele commandopost van Al Qaida in Jemen. Deze commandopost werd toen gelinkt aan Osama bin Laden en aan de aanslagen op de Amerikaanse ambassades in Tanzania en Kenia. Ondanks alle tegenstand van het ECHELON-programma onderschepte de NSA eind december 1999 een telefoongesprek tussen leden van Al Qaida. In dit bericht werd uitdrukkelijk vermeld dat twee personen; Khalid en Nawaf, zich via Kuala Lumpur naar de Verenigde Staten zouden begeven. Toen de NSA dit bericht aan de CIA en de FBI doorstuurde, werden enkel de voornamen van deze personen doorgegeven. Niemand binnen de NSA had eraan gedacht deze naam door hun database te halen. Hierdoor ontbrak dit bericht allerlei relevante informatie. Door het ontbreken van de familienaam konden inlichtingendiensten niet weten dat Nawaf al-Hamzi - een vermoedelijke terrorist - een visum voor de VS had aangevraagd. Binnen de NSA vonden ze dat dit niet hun taak was om de identiteit van vermoedelijke terroristen te onderzoeken. Dit kwam mede door de concurrentie met het Counterterrorism Center van de CIA.
Toen Khalid en Nawaf in de VS aankwamen, raakten zij zonder problemen voorbij de identiteitscontrole. Met ondersteuning van Omar al-Bayoumi kregen de vermoedelijke terroristen onderdak en werden deze geïntroduceerd bij de lokale moslimgemeenschap. Al snel bleek de huur te kostelijk, toen bood Abdussattar Shaikh - een gepensioneerde professor aan de San Diego State University - onderdak in zijn huis aan. Ondanks het feit dat Abdussattar een FBI-informant was, gaf hij enkel de voornamen van zijn gasten door. Na verloop van tijd misten Hazmi en Mihdar hun thuisfront, daardoor belden deze personen veel met hun familie in Saoedi-Arabië. Uit vermoedelijke luiheid belden deze personen met hun landlijn naar hun familie. Ze besteden ook veel tijd op het internet, versturen van e-mails e.d. Het was door middel van e-mailverkeer dat ze in contact bleven met de chef van operaties van Al Qaida in Pakistan.
De NSA bleek al maanden het dataverkeer van Hamzi en Mihdar te onderscheppen zonder hun locatie aan de andere inlichtingendiensten door te geven. Tijdens de winter van 2000 bleven de anti-terrorist specialisten de communicatie van deze personen onderscheppen. Ondanks het feit dat personen met een Amerikaanse landcode belden, gaven deze specialisten dit niet door aan de FBI en CIA. Dit kwam omdat deze bezorgd waren dat ze binnenlandse communicatie onderschepten. De toenmalige baas van de NSA, Michael Hayden, besloot om drastische maatregelen te nemen en alle onderscheppingen van en naar de VS stop te zetten, ook deze gelinkt aan terrorisme. Deze maatregelen gingen zo ver dat de er niet werd doorgegeven dat vermoedelijke terroristen gelinkt aan Osama bin Laden zich op Amerikaanse bodem bevonden.
In 2006 gaf de NSA, na een verzoek van Michael Ravnitzky op basis van de Freedom of Information Act, een aantal bibliografische indexen van interne publicaties vrij.

## Organisatiestructuur

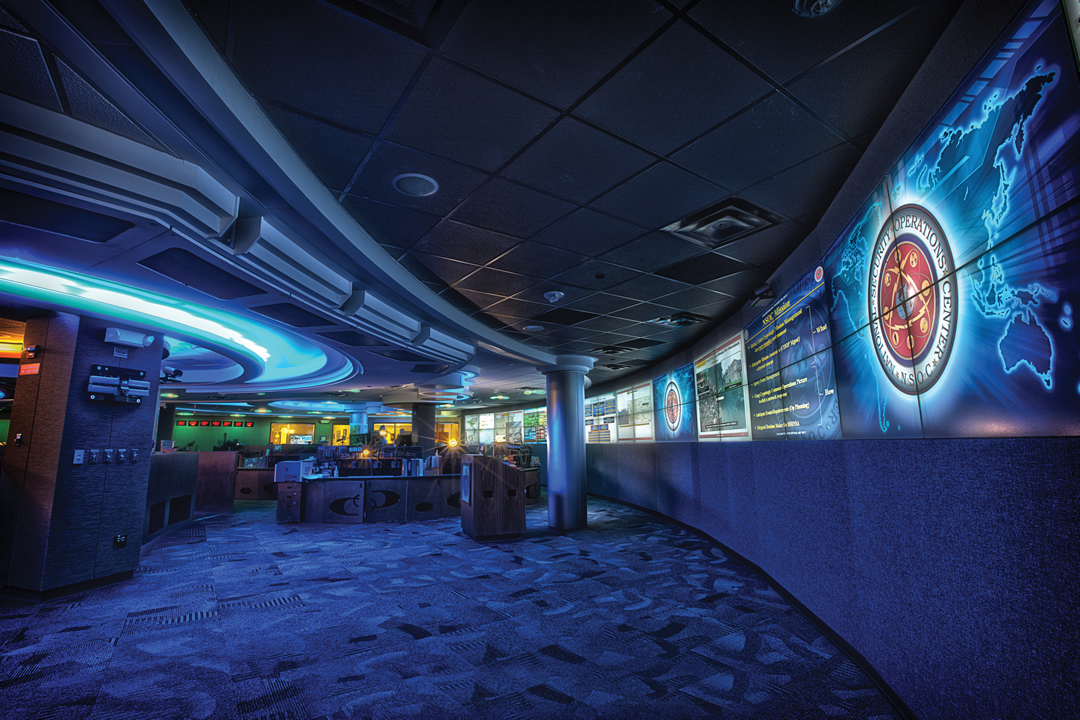
National Security Operations Center (NSOC) in 2012

- Signals Intelligence Directorate: dit directoraat is verantwoordelijk voor het onderzoek naar de noden over particuliere inlichtingen, de vergaring, analyse en productie, en de verspreiding van sigint.
- Information Assurance Directorate: dit directoraat valt onder Amerikaanse minister van defensie en verzekert de beschikbaarheid, integriteit, authenticiteit van de nationale veiligheid van telecommunicatie en informaticasystemen.[8]
- Central Security Service (CSS): overziet de militaire cryptologische systemen, ontwikkelt een beleid en ondersteuning over de toevoeging van militaire cryptologie aan de sigint.
- NSA/CSS Threat Operations Center (NTOC): monitort de operaties op het globale netwerk om op netwerk gebaseerde bedreigingen te identificeren. Ook zorgt dit centrum voor de bescherming van het netwerk van de VS en hun geallieerden.
- National Security Operations Center (NSOC): is een 24/7 operatiecentrum dat in naam van de NSA/CSS, bedreigingen opvolgt en doorgeeft aan de bevoegde instanties.
- Research Directorate: verzorgt het onderzoek naar sigint en de informatienoden van de Amerikaanse regering.

## Infrastructuur

### Hoofdkwartier

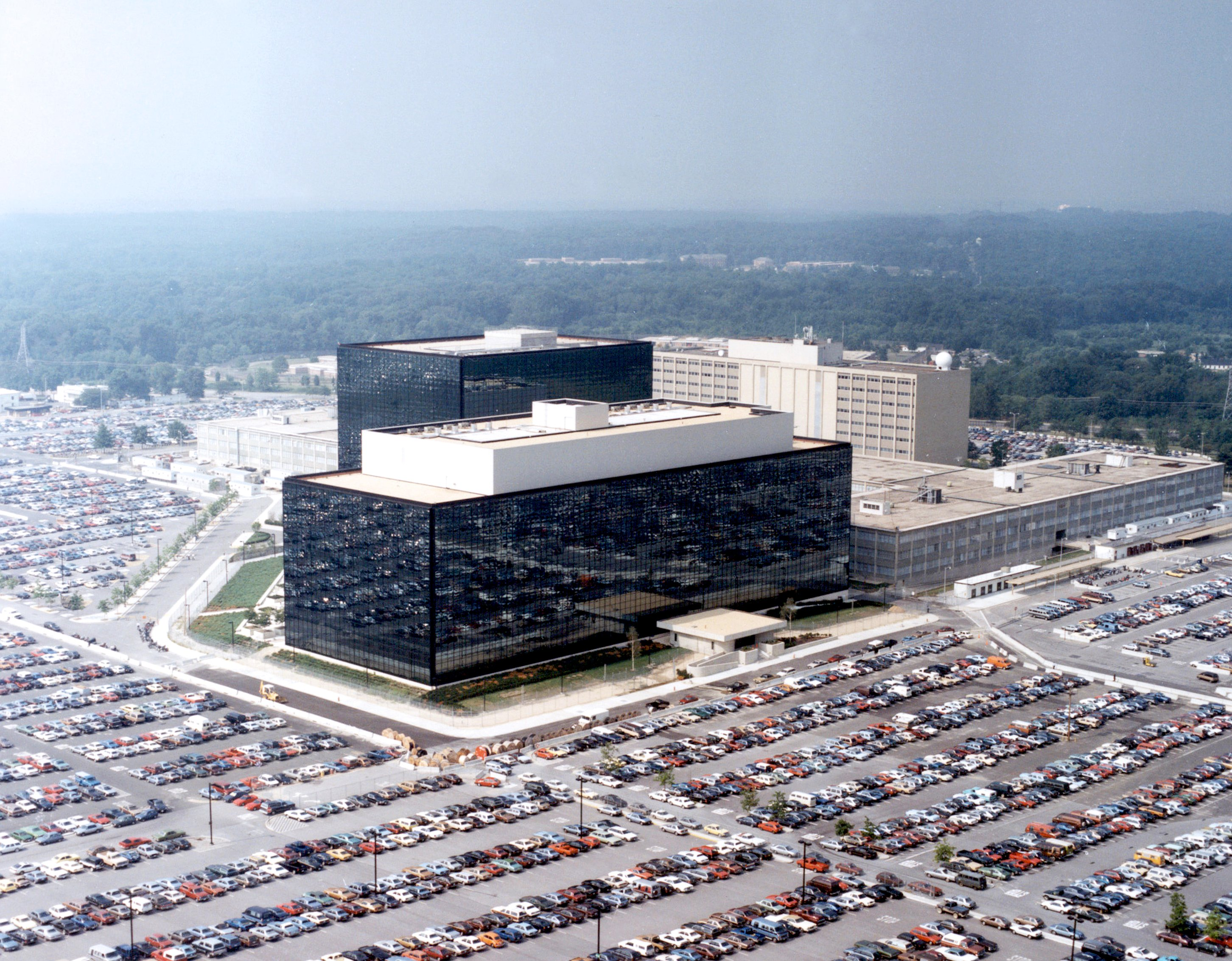
Het hoofdkwartier van de NSA op Fort Meade in Maryland, USA

Het hoofdkwartier van de NSA is gelegen in Fort George G. Meade in Maryland. Op deze militaire site zijn 95 diensten gelegen, van Army, Navy, Air Force, Marines, Coast Guard tot verschillende andere federale agentschappen, zoals het Defense Media Activity, Defense Informations Systems Agency, de Defence Courier Service en U.S. Cyber Command. In totaal werken zo'n 100.000 personen op deze basis. De werknemers van de NSA hebben hun eigen afrit op de Maryland Route 295 South. De oppervlakte van deze site bedraagt 21,91 km², waarvan 105,41 kilometer geasfalteerde wegen. Op deze site staan ongeveer 1300 gebouwen, waaronder een winkelcentrum, banken, postkantoren, kapellen en verschillende voorzieningen.
Het gebouw wordt beveiligd door elektrische hekkens, gewapende agenten, antitankbarrières, bewegingsdetectoren en roterende camera's. Om het gebouw tegen elektronische infiltratie te beschermen werkt het gebouw als een kooi van Faraday. Door middel van koper dat zich in de muren bevindt, is het gebouw in staat om zowel inkomende als uitgaande signalen tegen te houden.

### Regionale centra

#### Hawaï
De NSA is sinds 1998 aanwezig op het Hawaïaanse eiland Oahu. Op 7 januari 2012 werd een nieuw centrum, het Capt Joseph J. Rochefort Building, ingehuldigd. Dit gebouw is gelegen op de Joint Base Pearl Harbor. Het oorspronkelijke gebouw werd gebouwd tijdens de Tweede Wereldoorlog, maar voldeed niet meer aan de eisen van de NSA. Dit kwam door de ouderdom, de locatie en de infrastructuur. Het nieuwe gebouw voorziet cryptologen met de hulpmiddelen die noodzakelijk zijn om data te interpreteren.

#### Utah

Het Utah Data Center in Bluffdale (Utah)

De NSA heeft in Utah het datacentrum Utah Data Center. In februari 2012 vermeldde de toenmalige gouverneur Gary R. Herbert dat het centrum een capaciteit van yottabytes zou hebben. Volgens verschillende bronnen zou de capaciteit zijn opgedreven tot zettabytes of zelf exabytes. De NSA deelt de exacte capaciteit om veiligheidsredenen niet mee. Het centrum is met toekomstige uitbreidingen in het achterhoofd gebouwd.

## Successen

### Europa
Op 3 juli 2013 vond in Nederland een vergadering plaats van de Commissie van Toezicht op de Inlichtingen- en Veiligheidsdiensten met de minister van Binnenlandse Zaken, minister van Defensie, minister van Veiligheid en Justitie. Deze vergadering ging over het aftappen van gegevens met behulp van het programma PRISM, dat de Amerikanen (National Security Agency, NSA) gebruiken voor het vergaren van inlichtingen.
In de vergadering is bericht dat dankzij de inzet van PRISM 26 aanslagen in Europa (waaronder één in Nederland) zijn verijdeld. De commissie is medegedeeld dat ongerichte en onbeperkte toegang tot bijvoorbeeld internetverkeer en het mobiele telefoonverkeer in Nederland niet is toegestaan en niet plaatsvindt. In dit kader is de commissie medegedeeld dat de Eurocommissaris van Justitie, Viviane Reding, de Amerikanen om opheldering heeft gevraagd. De Amerikanen hebben toegezegd de EU nader te informeren over PRISM en vergelijkbare programma's.